# Gaboń
Gaboń – wieś w Polsce, położona w województwie małopolskim, w powiecie nowosądeckim, w gminie Stary Sącz. Wieś rozciąga się na wysokości od 340 do 1161 m n.p.m. (Skała), wzdłuż rzeki Dunajec. Charakteryzuje się malowniczym, górskim krajobrazem.
W 1983 roku parafia w Gaboniu została wyodrębniona z parafii Gołkowice. We wsi został wybudowany kościół pod wezwaniem Najświętszej Maryi Panny Częstochowskiej.
Na części wsi w 1991 zostało utworzone odrębne sołectwo Gaboń Praczka.
Szkoła podstawowa funkcjonuje od 1889 roku, od 1972 roku w nowym budynku. Od 2001 roku nosi imię 1 Pułku Strzelców Podhalańskich Armii Krajowej. Do 2004 roku w Gaboniu funkcjonowała druga szkoła – filialna. Szkoła posiada certyfikat „Szkoły z klasą”. 
W latach 1974–2017 w Gaboniu funkcjonowała cegielnia.
Wieś graniczy z Gołkowicami Górnymi, Skrudziną, gminą Łącko, Kadcza, Łazami Brzyńskimi i Przehybą.
Wieś składa się z rozrzuconych po roztokach i zboczach doliny potoku Jaworzynka (zwanego też Gabońskim Potokiem) domostw.

## Integralne części wsi
| przysiółki | Opalana |
| części wsi | Bachnacie, Ćwiercie Wyżne, Ćwierci Niżne, Groń, Jachlówka, Klin, Mołdawówka, Osada, Pasternia, Praczka, Przychód, Wilkówka, Wola, Zapasiecze |

## Nazwy miejscowe wsi w dokumentach źródłowych
„Gaban” – 1293, „de Bagam” – 1301, „Gaban” – 1325, „de Gabana” 1378, „de Gabani” – 1400, „de Gabanye” – 1408, „Ga
banay” – 1408, ale też „Kabana” – 1418, „Gubany” – 1421, „de Gabanya”, „de Gabanye” – 1452, „Gabanyow” (według Długosza) – 1470-80, „Gabon” – 1581, „Grabon” – 1680, „Gaboń” – 1881 (SG II 430).
Pochodzenie nazwy wywodzi się po przekształceniu od nazwy osobowej Gaban powstałej od przymiotnika gabać – znaczy nagabywać, niepokoić, dręczyć, oskarżać.

## Historia
Po raz pierwszy w dokumentach Gaboń występuje w 1276 r. jako „Gaban”, wieś rycerska należąca do komesa Mirosława.
W 1293 r. komes Mściwój, w obecności wdowy po księciu krakowskim Leszku Czarnym, Gryfiny, sprzedał wieś komesowi Mikołajowi zw. Pączek herbu Janina. Z tą też chwilą Gryfina nadała Gaboniowi prawo teutońskie (niemieckie). W końcu XIV w. i przez cały XV w. wieś była własnością Gabańskich- Wiernków.
W 1378 r. część Gabonia (Opalaną) zakupiła za 100 grzywien jedna z mniszek klasztoru klarysek w Starym Sączu – Agnieszka J., córka księcia opolskiego, palatyna węgierskiego, wielkorządcy Rusi Halickiej i Polski oraz księcia dobrzyńsko-kujawskiego Władysława Opolczyka. W 1604 r. klasztor klarysek starosądeckich dokupił za 6 tys. zł resztę wsi.
W latach 1770–1918 w zaborze austriackim. Od 1782 w rękach austriackiego skarbu (tzw. Fundusz religijny). Wówczas też osadzono tutaj kolonistów niemieckich (Gaboń Niemiecki).
Około roku 1880 wieś liczyła ok. 715 mieszkańców, w tym 55 pochodzenia niemieckiego. W 1925 roku Gaboń miał ok. 1020 mieszkańców, w tym 21 narodowości niemieckiej.
W czasie okupacji na Przehybie i w okalających ją lasach ukrywali się partyzanci.
W latach 1954–1960 wieś należała i była siedzibą władz gromady Gaboń. W latach 1975–1998 miejscowość administracyjnie należała do województwa nowosądeckiego.

## Ochotnicza straż pożarna
Ochotnicza Straż Pożarna w Gaboniu powstała w 1967 roku. Jednostka znajduje się poza krajowym systemem ratowniczo-gaśniczym. Od 1994 roku posiada remizę. Jest wyposażona w samochody Mercedes Benz 1222 GBA i Renault Trafic SLRr